# 라이트너 위트머

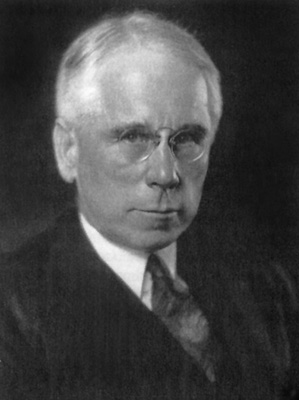

라이트너 위트머(Lightner Witmer, 1867년 6월 28일 - 1956년 7월 19일)는 미국의 심리학자이다. 그는 "임상 심리학(clinical psychology)"이라는 용어를 소개했으며, 종종 그는 앞서 기술한 분야를 보다 인격을 존중하는 방향으로 개척했다고 평가받는다. 위트머(Witmer)는 1896년 펜실베니아 대학에서 세계 최초의 "심리 클리닉"(Psychological Clinic,'심리진료소'로도 알려진)을 만들었고 1907년 임상 심리학의 첫 번째 저널과 최초의 임상 병원 학교도 만들었다.
위트머(Witmer)는 아동의 문제 평가와 관련한 심리학을 포함하여 수많은 심리학 분야에 기여했다. 그는 특히 아동을 위한 치료 프로그램을 개발하는데 노력했으며 특수 교육 분야에 기여했다.
위트머(Witmer)의 삶에 대해서는 거의 알려지지 않았다. 그는 내면적이고 개인적인 삶에도 충실한 사람으로 언급되곤 한다.

## 치료 프로그램
오늘날 현대 심리학에 있어서 위트머가 사용하기 시작한 치료를 위한 사전 진단평가 방식이나 여러 관점과 다양한 학문분의 다각적인 접근방식 그리고 연구근거에 바탕을 둔 예방적 치료를 선호하는 진단 전략은 인간의 존엄성을 반영하려는 그의 노력으로 평가 받는다.

## 라이프치히 심리학 실험실
빌헬름 분트가 있었던 라이프치히 대학의 심리학 실험실에서 분트로부터 제임스 카텔,프랭크 엔젤(Frank Angell) ,에드워드 티치너(Edward Bradford Lee Titchener) 등과 함께 수학하였다.

## 같이 보기
- 프로이드
- 알프레드 비네